# Kathryn Zenna
Kathryn Zenna (* 25. Februar 1971 in Montreal, Québec) ist eine kanadische Schauspielerin.

## Leben und Leistungen
Zenna debütierte im Kurzfilm Shake, Rattle and Roll aus dem Jahr 1997. In der Komödie Jack & Jill (1998) übernahm sie eine größere Rolle, für die sie im Jahr 2000 für den Genie Award nominiert wurde.
Zenna absolvierte die Queen's University in Kingston, Ontario. Anschließend widmete sie sich erneut ihrer Schauspielkarriere. Im Filmdrama Gefangen im ewigen Eis – Die Geschichte der Dr. Jerri Nielsen (2003) von Roger Spottiswoode spielte sie an der Seite von Susan Sarandon. Im kanadischen Filmdrama Love Is Work (2005) spielte sie eine der größeren Rollen.

## Filmografie (Auswahl)
- 1998: Jack & Jill
- 1999: Versiegelt mit einem Kuss (Sealed with a Kiss)
- 2000: Mission Erde (Earth: Final Conflict) (Fernsehserie)
- 2000: Twice In a Lifetime - Some Like It Not - Kristen
- 2001: Nikita (La Femme Nikita) (Fernsehserie, Folge 504: Die ganze Welt ist eine Bühne)
- 2001–2002: A Nero Wolfe Mystery (Fernsehserie)
- 2002: Chicago
- 2003: Gefangen im ewigen Eis – Die Geschichte der Dr. Jerri Nielsen (Ice Bound, Fernsehfilm)
- 2004: Train 48 (Fernsehserie)
- 2005: Love Is Work
- 2005: Queer as Folk (Fernsehserie)